# Marcel Régis
Marcel Régis est un homme politique français né le 14 avril 1892 à Orléansville, aujourd'hui Chlef (Algérie) et décédé le 30 juillet 1986 à Montpellier.
Fonctionnaire des contributions directes et du cadastre, membre de la SFIO, il est député d'Alger de 1936 à 1940. Le 10 juillet 1940, il vote les pleins pouvoirs au maréchal Pétain. Cet ancien vice-président de la LICA (ancienne LICRA) déclare à propos de Léon Blum au cours du même mois : « Quand ce Juif sera à la morgue, il sera au seul logis qui convient ». Il est exclu de la SFIO en 1944.

## Sources
- « Marcel Régis », dans le Dictionnaire des parlementaires français (1889-1940), sous la direction de Jean Jolly, PUF, 1960 [détail de l’édition]
- Simon Epstein (2008), Un paradoxe français. Antiracistes dans la Collaboration, antisémites dans la Résistance, Albin Michel, collection Bibliothèque Histoire, p. 108.